# Brodowo (województwo mazowieckie)
Brodowo – wieś w Polsce położona w województwie mazowieckim, w powiecie pułtuskim, w gminie Świercze. Ma status sołectwa.
| SIMC    | Nazwa           | Rodzaj    |
| ------- | --------------- | --------- |
| 0128310 | Brodowo-Dębówka | część wsi |
| 0128326 | Brodowo-Kuce    | część wsi |

W latach 1975–1998 miejscowość administracyjnie należała do województwa ciechanowskiego.
Wieś dzieli się na dwie części: Brodowo-Kuce i Brodowo-Dębówka.
W sąsiedniej gminie Winnica, bardziej na wschód znajdują się osobne wsie: Brodowo-Bąboły oraz Brodowo-Wity.